# Liste der Bodendenkmale in Bergen (Dumme)
In der Liste der Bodendenkmale in Bergen (Dumme) sind alle Bodendenkmale der niedersächsischen Gemeinde Bergen (Dumme) aufgelistet. Die Quelle ist der Denkmalatlas Niedersachsen. Der Stand der Liste ist der 24. Juni 2024.

## Allgemein
In den Spalten finden sich folgende Informationen des Bodendenkmales :
- Lage        : geographische Koordinaten
- Bezeichnung : Bezeichnung lt. Denkmalatlas
- Beschreibung: Beschreibung lt. Denkmalatlas
- ID          : Objekt-ID
- Bild        : Bild, ggf. zusätzlich mit Link zu weiteren Fotos im Medienarchiv Wikimedia Commons.

## Belau
| Lage                         | Bezeichnung          | Beschreibung | ID       | Bild |
| ---------------------------- | -------------------- | --- | -------- | ---- |
| 52° 52′ 35″ N, 10° 56′ 46″ O | Belau 1, Rillenstein | Findling mit eingearbeiteter Rille, H. 0,55 m; Br. 0,60 m; T. 0,70 m. Die Rille verläuft auf 1,30 m quer zur Maserung über Vorder- und Rückseite hinweg. Im Querschnitt ist sie u-förmig mit 6–8 cm Br. und 4 bis 6 cm T. Der Stein wurde an der Abzweigung des nach Malsleben führenden Weges im Straßengraben gefunden; wahrscheinlich stammt er aus dem westlich angrenzenden Acker. Er ist an der Hofeinfahrt aufgestellt. | 28921454 | BW   |

## Bergen (Dumme)
| Lage                         | Bezeichnung                       | Beschreibung | ID       | Bild |
| ---------------------------- | --------------------------------- | --- | -------- | ---- |
| 52° 53′ 29″ N, 10° 56′ 47″ O | Bergen (Dumme) 10, Gerichtsstätte | Ca. 50 × 25 m große, umwallte Fläche mit äußerem kleinem, verschliffenem Graben. Wall-Br. 2 m, Wall-H. stellenweise bis 0,4 m. Im nördlichen Bereich des Platzes Granitfindling. Hier fand die als „Goding“ bezeichnete Gerichtsversammlung statt. Das Gericht hatte die Hochgerichtsbarkeit inne und unterstand dem Landesherren. 1309 und 1366 wird es urkundlich erwähnt und bestand vermutlich noch Ende des 17. Jh. | 28921702 | BW   |

### Bergen (Dumme) 16
ID:28921811
Gruppe von ursprünglich vier Grabhügeln. Erhalten sind noch zwei Hügel mit ca. 10 m Dm. und 0,5 m H. Die beiden anderen sind obertägig abgetragen.

| Lage                         | Bezeichnung       | Beschreibung                                                                       | ID       | Bild |
| ---------------------------- | ----------------- | ---------------------------------------------------------------------------------- | -------- | ---- |
| 52° 53′ 18″ N, 10° 56′ 41″ O | Bergen (Dumme) 16 | Annähernd rund. Dm. ca. 10 m, H. bis 0,5 m. Am westlichen Rand angeschnitten.      | 37151825 | BW   |
| 52° 53′ 18″ N, 10° 56′ 43″ O | Bergen (Dumme) 17 | Annähernd rund. Dm. ca. 11 m, H. ca. 0,5 m. Am östlichen Rand etwas angeschnitten. | 37151837 | BW   |

## Spithal
| Lage                         | Bezeichnung           | Beschreibung | ID       | Bild |
| ---------------------------- | --------------------- | --- | -------- | ---- |
| 52° 54′ 32″ N, 10° 54′ 31″ O | Spithal 2, Kirche     | Nach den Ausgrabungsbefunden handelt es sich um eine kleine einschiffige Saalkirche von ehemals 16 m Länge und fast 8 m Breite mit rechteckigem, eingezogenen Chor und einem daran nördlich anschließenden Anbau von 4 × 6 m. | 28920726 |      |
| 52° 54′ 31″ N, 10° 56′ 6″ O  | Spithal 4, Grabhügel  | Hügelrest, wohl alt erheblich abgetragen. Jetzt annähernd oval, Nord-Süd-orientiert. Dm. ca. 15 × 8 m, H. noch bis 0,8 m. Ränder überwiegend fließend auslaufend.                                                             | 28920729 | BW   |
| 52° 54′ 40″ N, 10° 55′ 38″ O | Spithal 6, Grabhügel  | Annähernd rund. Dm. ca. 14 m, H. ca. 0,7 m. Im zentralen Bereich eine Einsenkung. | 37152576 | BW   |
| 52° 54′ 2″ N, 10° 54′ 56″ O  | Spithal 7, Grabhügel  | Dm. 9 m, H. bis 0,8 m. | 28920733 | BW   |
| 52° 54′ 41″ N, 10° 55′ 38″ O | Spithal 15, Grabhügel | Annähernd rund. Dm. ca. 20 m, H. bis 0,8 m. Ränder fließend auslaufend. | 37105518 | BW   |
| 52° 54′ 27″ N, 10° 56′ 8″ O  | Spithal 16, Grabhügel | Dm. 20 m, H. 2 m. Große Kuppenmulde einer alten Angrabung. | 28920732 | BW   |

## Wöhningen
| Lage                         | Bezeichnung            | Beschreibung | ID       | Bild |
| ---------------------------- | ---------------------- | --- | -------- | ---- |
| 52° 53′ 58″ N, 10° 56′ 36″ O | Wöhningen 8, Grabhügel | Annähernd rund, Dm. ca. 15 m, H. bis 1,2 m, Gelände fällt weiter nach Südwesten ab. Ca. 3,0 × 3,5 m große Eingrabung im Zentrum. | 28921684 | BW   |
| 52° 53′ 58″ N, 10° 56′ 37″ O | Wöhningen 9, Grabhügel | Annähernd rund. Dm. ca. 12 m, H. bis 0,6 m.                                                                                      | 37105340 | BW   |